# Curútes
Curútes (em grego: Κουρούται; romaniz.: Kouroútai) ou Kourites, é uma vila cretense da unidade regional de Retimno, no município de Amári, na unidade municipal de Curítes. Situada a 510 metros acima do nível do mar, próxima a ela estão as vilas de Nítavris e Ágios Ioánnis. Segundo censo de 2011, têm 210 habitantes.